# Пруды (Вёскинское сельское поселение)
Пруды — деревня в Лихославльском районе Тверской области России, входит в состав Вёскинского сельского поселения.

## География
Деревня расположена в 4 км на юг от центра поселения деревни Вёски и в 10 км на юг от Лихославля.

## История
В конце XIX — начале XX века деревня являлась центром Прудовской волости Новоторжского уезда Тверской губернии.  
С 1929 года деревня входила в состав Вёскинского сельсовета Лихославльского района Тверского округа Московской области, с 1935 года — в составе Калининской области, с 1994 года — в составе Вёскинского сельского округа, с 2005 года — в составе Вёскинского сельского поселения. 

## Население
| 1859 | 1884 | 2002 | 2010 |
| ---- | ---- | ---- | ---- |
| 387  | ↗481 | ↘57  | ↗66  |